# Basket Brescia
El Basket Brescia fue un equipo de baloncesto Italiano que tenía su sede en la ciudad de Brescia, en la región de Lombardía. Desapareció en 1996, cuando militaba en la Serie B2, vendiendo sus derechos deportivos.

## Historia
El club se fundó en 1957, y no fue hasta 1975 cuando ascendió a categoría nacional, a la Serie A2. En 1979 logran por fin el ascenso a la Serie A1, llegando en su primera temporada en la élite clasificarse para los cuartos de final de los play-off, siendo eliminados por el Pallacanestro Varese.
A partir de ese momento alterna sus participaciones en las dos máximas categorías del baloncesto italiano, jugando durante 7 temporadas en la Serie A1. En 1992 desciende a la Serie B, desapareciendo 4 años más tarde. En 2009 tomó el relevo en la ciudad el Basket Brescia Leonessa, poniendo fin a una sequía de baloncesto de 13 años.

## Año a año
| Temporada | Serie | Posición | Playoff / Playout                      | Coppa Italia     | Copa de Europa | Otros trofeos |
| --------- | ----- | -------- | -------------------------------------- | ---------------- | -------------- | ------------- |
| 1974/75   | A2    | 6°       | 7° puesto gr. B                        | -                | -              | -             |
| 1975/76   | A2    | 5°       | Desciende a la Serie B 8° puesto gr. A | -                | -              | -             |
| 1976/77   | B     | ?        | -                                      | -                | -              | -             |
| 1977/78   | A2    | 4°       | -                                      | -                | -              | -             |
| 1978/79   | A2    | 4°       | Asciende a la A1                       | -                | -              | -             |
| 1979/80   | A1    | 6°       | cuartos de final                       | -                | -              | -             |
| 1980/81   | A1    | 11°      | Desciende a la A2                      | -                | -              | -             |
| 1981/82   | A2    | 1°       | Asciende a la A1                       | -                | -              | -             |
| 1982/83   | A1    | 10°      | -                                      | -                | -              | -             |
| 1983/84   | A1    | 13°      | Desciende a la A2                      | octavos de final | -              | -             |
| 1984/85   | A2    | 3°       | Asciende a la A1                       | ronda previa     | -              | -             |
| 1985/86   | A1    | 12°      | cuartos de final                       | 16avos de final  | -              | -             |
| 1986/87   | A1    | 14°      | -                                      | 16avos de final  | -              | -             |
| 1987/88   | A1    | 16°      | Desciende a la A2                      | 16avos de final  | -              | -             |
| 1988/89   | A2    | 7°       | 6° play-out                            | 16avos de final  | -              | -             |
| 1989/90   | A2    | 12°      | -                                      | ronda previa     | -              | -             |
| 1990/91   | A2    | 10°      | 6° play-out                            | 16avos de final  | -              | -             |
| 1991/92   | A2    | 15°      | Desciende a la Serie B                 | 16avos de final  | -              | -             |

## Jugadores destacados
- Rickey Brown 2 temporadas: '85-'87
- Michael Smith 1 temporada: '91-'92
- Brad Branson 3 temporadas: '83-'86
- Kim Hughes 1 temporada: '88-'89
- Greg Wiltjer 1 temporada: '84-'85
- Tom Abernethy 2 temporadas: '81-'83